# 尖齿蛇葡萄
尖齿蛇葡萄（学名：Ampelopsis acutidentata）为葡萄科蛇葡萄属的植物，是中国的特有植物。分布于中国大陆的西藏、四川、云南等地，生长于海拔2,000米至3,200米的地区，多生在岩边流石坡以及山坡灌丛，目前尚未由人工引种栽培。